# Esnes-en-Argonne
Esnes-en-Argonne francuska je općina, koja se nalazi u upravnoj jedinici Meuse u regiji Grand Est. 

## Toponimija
Prije 1922. Esnes-en-Argonne zvao se Esnes. 

## Povijest
Selo je gotovo uništeno tijekom Prvog svjetskog rata 1914. – 1918. 
Godine 1920. Esnes je prvo mjesto obnove Međunarodne državne službe, dobrovoljne organizacije koju je osnovao švicarski inženjer Pierre Cérésole. 
Tijekom Drugog svjetskog rata, opet je došlo do bitki na području općine. 

## Stanovništvo i društvo

### Demografija
Evolucija broja stanovnika poznata je putem popisa stanovništva, koji se u općini provode od 1793. godine. Od 2006. godine općina godišnje objavljuje broj stanovnika. Popis se temelji na godišnjem prikupljanju informacija, koje se uzastopno odnose na sva općinska područja tijekom razdoblja od pet godina. Za općine s manje od 10 000 stanovnika, anketno istraživanje obuhvaća cjelokupno stanovništvo i provodi se svakih pet godina.  Za ovu općinu, prvi popis stanovništva pod novim sustavom proveden je 2005. godine.

## Lokalna kultura i baština

### Mjesta i spomenici
- Crkva Saint-Martin iz 1861. godine, uništena tijekom Prvog svjetskog rata 1914. – 1918., obnovljena 1927. godine.
- Špilja u Lurdu uz zajedničko groblje.
- Ratni spomenik u obliku ploča na srušenom zidu, s reljefom mladog seljaka koji sije na polju oko križa, simbolom nastavka života.[1]
- Stari dvorac Esnes-en-Argonne, uništen tijekom rata 1914. – 1918. U podrumima dvorca nalazila se stanica prve pomoći, gdje su spašavani ranjenici.

#### Nacionalna nekropola Esnes-en-Argonn
Na ovih 3,4 hektara francuskog vojnog groblja skriveni su posmrtni ostaci 6661 francuskog vojnika tijekom Prvog svjetskog rata, 3661 počiva u pojedinačnim grobovima i 3000 u dvije kosturnice. U prvoj kosturnici leže poginuli vojnici iz regija Béthelainville, Avocourt, Sivry-la-Perche, Cote 304, Esnes i Montzéville, a u drugoj kosturnici vojnici iz regija Béthincourt, Bois-des-Forges, Cumières, Mort-Homme, Chattancourt i Malancourt.
- Ulaz u nekropolu.
- Opći pogled na nekropolu.
- Prva kosturnica.
- Druga kosturnica.

#### Ostali ratni spomenici
- Spomenik 173. pješačke pukovnije (1914. – 1918.).
- Trostruki spomenik 23. pukovnije kolonijalnog pješaštva,kolonijalnog topinštva i pukovnika Crossona (1939. – 1945.).
- Spomenik posjeta Mitterrand-Kohla u Esnesu.

### Osobe povezane s općinom
- Jacques de Perusse des Cars, Chevalier, grof od Carsa i Sainct Bonneta, barun de la Renaudie, gospodar Esne, umro je 1685. Nadgrobni spomenik unutar crkve St-Martin u Esnes-en-Argonneu odnosi se na dalekog pretka limuzinskog pisca Guya des Carsa.[2]